# 982 Franklina
982 Franklina је астероид главног астероидног појаса. Приближан пречник астероида је 32,5 , 
а средња удаљеност астероида од Сунца износи 3,066 астрономских јединица (АЈ). 
Инклинација (нагиб) орбите у односу на раван еклиптике је 13,649 степени, а орбитални период износи 1961,857 дана (5,371 година). Ексцентрицитет орбите астероида износи 0,234. 
Апсолутна магнитуда астероида износи 9,9 а геометријски албедо 0,183.
Астероид је откривен 21. маја 1922. године.